# Боривітер білоголовий
Боривітер білоголовий (Falco dickinsoni) — вид хижих птахів родини соколових (Falconidae).

## Поширення
Він поширений у Мозамбіку, Зімбабве, Замбії, Малаві, на північному сході Південної Африки (головним чином у національному парку Крюгера), півночі Ботсвани, північному сході Намібії, сході Анголи, півдні ДР Конго та в Танзанії. Зрідка залітає до Кенії. Населяє савани та відкриті ліси, особливо болотисті ділянки біля води.

## Опис
Невеликий кремезний сокіл з великою квадратною головою. Його довжина 27-30 см, розмах крил 61-68 см. Його вага 167—246 грам. Самиця приблизно на 4 % більша і на 10-20 % важча за самця. Оперення переважно темно-сіре з блідою головою і крупом. Хвіст сірого кольору з вузькими смужками, хоча субтермінальна смуга широка. Нижня сторона елеронів також є ребристою. Восковиця і ніжки жовті. На голові навколо очей є оголена жовта шкіра. Дзьоб темно-сірий, а очі карі.

## Спосіб життя
Зазвичай він полює сидячи і лише рідко висить у повітрі, шукаючи здобич. Великі комахи, такі як коники, складають більшу частину раціону. Також харчується ящірками та земноводними, іноді дрібними птахами, кажанами, гризунами та зміями. Період розмноження триває з липня по жовтень в Танзанії і з вересня по грудень у південних районах. Гнізда мають вигляд звичайної западини без використання додаткового будівельного матеріалу. Вони розташовані на висоті від 2 до 18 метрів над землею в кроні засохлої пальми або в тріщині кори баобаба. Іноді цей птах використовує старі гнізда молотоголова. Самиця відкладає від 1 до 4 яєць, які насиджує протягом 30 днів.